# Коста Ризов
Коста Стоянов Ризов е български общественик и революционер, деец на Вътрешната македонска революционна организация.

## Биография
Роден е на 1 септември 1919 година в светиврачкото село Дебрене в семейството на Стоян и Дафина Ризови. През 1932-1933 завършва прогимназиалното си образование в Свети Врач, днес Сандански. След това се записва в гимназия в Горна Джумая, днес Благоевград. Брат му Борис го увлича по ВМРО, тъй като самият той също членува в организацията. На 4 юли 1936 година е един от основателите на Македонско културно-просветно дружество на което става председател. Завършва гимназията през 1938 година и става студент в Юридическия факултет на Софийския университет. Там става редовен член на студентската корпорация „Шар“. През септември 1939 година постъпва в казармата в град Неврокоп. Започва да учи в Санитарната школа и след завършването си става санитарен подофицер. През септември 1941 година се уволнява от армията и продължава да учи в София. През 1942 година става председател на корпорацията „Шар“. От ноември на следващата година заминава за Загреб, където се среща с Иван Михайлов. Там той остава 15 дни и се запознава с бъдещите цели на ВМРО, както и целите и насоките на борбата през настоящата година.
След преврата от 9 септември 1944 година и след своето завръщане от фронта Коста Ризов е арестуван в Свети Врач. Там е разпитван за позицията на ВМРО относно Македония. Освободен е седмица по-късно и заминава за София, за да продължи да учи. В края на януари 1945 година отново е арестуван и отведен в пети участък. На 14 юли 1945 година, докато е в затвора сключва брак с Лилия Маркова, дъщеря на Йосиф Марков, деец на ВМРО от Загоричани. Техен кум става директорът на затвора Петър Михайлов. В края на октомври е пуснат от затвора. На 7 юни 1946 година група милиционери начело с Тома Трайков го арестуват отново и е откаран в неизвестна посока.
На 24 август 1946 година Софийският областен съд, VI наказателно отделение осъжда Коста Ризов задочно на смърт чрез обесване, тъй като се намира в неизвестност.